# ساندی (خواننده)
ساندی (به انگلیسی: Sunday) (زاده ۱۲ ژانویه ۱۹۸۷) خواننده، بازیگر اهل کره جنوبی است.
او عضو گروه د گریس است.